# MASOCHISTIC ONO BAND
MASOCHISTIC ONO BAND（マゾヒスティック・オノ・バンド）は、2013年に結成された6人組の日本のロックエアーバンド。所属レコード会社はU&R Records。2015年7月12日をもって活動休止。だが2016年に開催されたDGS EXPOで復帰した。略称はMOB（エム・オー・ビー）。グループ名の由来はサディスティック・ミカ・バンドからきている。

## 概要
2013年に「神谷浩史・小野大輔のDearGirl〜Stories〜」の番組内から立ち上がったロックエアーバンド。ONO-Dをリーダーとし、メンバーは同番組のパーソナリティや関係者からなる6人組グループ。2014年12月にU&R Recordsより、ミニアルバム「Masochistic Over Beat」でメジャーデビュー。全国2箇所を回るライブツアーを開催。先述の通り2015年7月12日活動休止が発表された。理由はCHANKOに健康面でのドクターストップがかかったため。しかし、その制限が外れ、「DGS EXPO」にて活動再開が宣言された。

## メンバー
- ONO-D（オノディー、1978年5月4日 - ボーカル）
  - MOBのリーダー。バンドの名付け由来にしてメインボーカル。仏像が大好き。パーソナルカラーは青。コメントが下手。
- HIRO-C（ヒロシー、1975年1月28日 - ボーカル）
  - バンドの名付け親でありメインボーカル。ネコが大好き。パーソナルカラーは赤。
- DO-S（ドエス、1974年6月9日 - ベース）
  - パーソナルカラーは白。帽子と眼鏡がトレードマーク。ベース担当。
- 3M（スリーエム、1976年11月18日 - ギター）
  - パーソナルカラーは緑。身長3 m69 cm。（名前の由来）ギター担当。
- YAGI84（ヤギハシ、1986年5月7日 - キーボード）
  - パーソナルカラーはピンク。女が大好き。ショルキー担当。
- CHANKO（チャンコ、1986年8月8日 - ドラムス）
  - パーソナルカラーは黄色。ドラム担当。スティックを箸にしてご飯を食べるパフォーマンスでおなじみ。

## 経歴
2013年
- 2月23日 - 日本武道館にて開催された「Dear Girl〜Stories〜Festival Carnival Matsuri」で鮮烈デビュー。
- 9月19日 - 「Dear Girl〜Stories〜Festival Carnival Matsuri」でのライブ模様を収録したDVD/Blu-rayが発売。
- 11月24日 -  埼玉県三郷市文化会館にて開催された「Dear Girl〜Stories〜 Dear Boy祭」に出演。同番組の劇場第二弾作品「Dear Girl〜Stories〜THE MOVIE2 ACE OF ASIA」とのタイアップ楽曲「Ace of Asia」が発表される。

2014年
- 2月15日 - 「Dear Girl〜Stories〜THE MOVIE2 ACE OF ASIA」が公開。
- 6月26日 - 「Dear Girl〜Stories〜Dear Boy祭」でのライブ模様を収録したDVD/Blu-rayが発売。
- 8月23日 - キャラホビ2014にて開催された「神谷浩史・小野大輔のDearGirl〜Stories〜」内で、同番組2014年10月期のオープニング・エンディングテーマを担当すること、また同楽曲を収録したメジャーデビューミニアルバム「Masochistic Over Beat」の発売が発表される。
- 12月4日 - メジャーデビューを記念して「神谷浩史・小野大輔のDearGirl〜Stories〜」第400回目の放送を電波ジャック。

2015年
- 6月20日、21日 -  「MASOCHISTIC ONO BAND LIVE TOUR 2015 What is Rock？〜ロックって何ですか？〜」神戸（関西）公演開催。
- 7月11日、12日 -  「MASOCHISTIC ONO BAND LIVE TOUR 2015 What is Rock？〜ロックって何ですか？〜」幕張（関東）公演開催。ツアーファイナルである7月12日公演は国内66箇所に加え、海外8箇所の計74箇所でライブビューイングを実施。またツアーファイナルを以っての活動休止が発表された。

2016年
- 2月18日 - 「MASOCHISTIC ONO BAND LIVE TOUR 2015 What is Rock？〜ロックって何ですか？〜」神戸公演の模様を収録したDVD/Blu-rayが発売。
- 3月17日 - 「MASOCHISTIC ONO BAND LIVE TOUR 2015 What is Rock？〜ロックって何ですか？〜」幕張公演の模様を収録したDVD/Blu-rayが発売。
- 6月25日、26日 - 「DGS EXPO」にて活動再開を宣言。

2017年
- 12月23日 - 結成5周年直前&新曲「Mighty Heart」「Dream GaS」発表「神谷浩史・小野大輔のDearGirl〜Stories〜」第559回目の放送を電波ジャック。

2018年
- 4月21日、22日 - 「DGS VS MOB LIVE SURVIVE」inさいたまスーパーアリーナ開催。

2019年
- 11月23日 - 結成6.9周年&ミニアルバム「6.9」翌年6月9日発売決定発表&ライブツアー決定発表。「神谷浩史･小野大輔のDearGirl〜Stories〜」第659話目の放送を電波ジャック。

2020年
- 「MASOCHISTIC ONO BAND LIVE TOUR 2020 6.9〜ロックありがとう！〜｣を以下4都市で開催予定であったが、新型コロナウイルス感染症（COVID-19）の世界的流行、及び参加者間における感染拡大を考慮し開催を中止した。
  - 7月4日、5日 - 横浜ぴあアリーナMM（中止）
  - 8月1日、8月2日 - 神戸･ワールド記念ホール（中止）
  - 8月15日、8月16日 - 福岡･Zeep Fukuoka (中止)
  - 9月12日、9月13日 - 札幌 - Zeep Sapporo (中止)

- 7月5日 - 無観客無料トークライブ「MASOCHISTIC ONO BAND LIVE TOUR 2020 6.9～ロックありがとう！～ STAY HOME! STAY ROCK!」をニコニコ生放送、YouTubeで配信。その後ニコニコ生放送で秘密の楽屋トークを有料配信。
- 9月13日 - 有料無観客ライブ「MASOCHISTIC ONO BAND LIVE TOUR 2020 6.9～ロックありがとう！～ STAY HOME! STAY ROCK! AIR TOUR FINAL!」をニコニコ生放送で配信（YouTubeは開始30分のみ無料配信）。テレビアニメ「ぼのぼの」の主題歌を担当することが発表された。

2021年
- 3月26日 - 無観客無料トークライブ「MASOCHISTIC ONO BAND LIVE TOUR 2020 6.9～ロックありがとう！～STAY HOME! STAY ROCK!」の模様を収録したDVD/Blu-rayが発売。
- 5月28日 - 神谷浩史+小野大輔のシングル「土曜日の靴音」発売。「MASOCHISTIC BONO BAND」名義で歌唱した、テレビアニメ「ぼのぼの」主題歌「ぼのぼのロックンロール」のフルバージョンが収録された。

2024年
- 2月25日 - デビュー10周年記念イベント「MASOCHISTIC ONO BAND 10th Anniversary Gasoline Meeting」をパシフィコ横浜 国立大ホールで開催。ニコニコ生放送による有料配信を合わせて実施。

- 8月31日 - Animelo Summer Live 2024 -Stargazer-に出演。「ぼのぼのロックンロール」「Ace of Asia」の2曲を披露した。

2025年
- 3月21日 - デビュー10周年記念イベント「MASOCHISTIC ONO BAND 10th Anniversary Gasoline Meeting」の模様を収録したBlu-rayが発売。

## ディスコグラフィ

### シングル
| 発売日        | タイトル     | 規格品番  | タイアップ                                                   |
| ------------- | ------------ | --------- | ------------------------------------------------------------ |
| 2014年2月15日 | Ace of Asia  | QECD-0001 | 劇場作品「Dear Girl〜Stories〜THE MOVIE2 ACE OF ASIA」主題歌 |
| 2018年2月28日 | Mighty Heart | QECD-0014 |                                                              |

### アルバム
| 発売日         | タイトル              | 規格品番   | タイアップ                                               | 最高位 |
| -------------- | --------------------- | ---------- | -------------------------------------------------------- | ------ |
| 2014年12月10日 | Masochistic Over Beat | DGUR-10003 | 文化放送「神谷浩史・小野大輔のDearGirl〜Stories〜」OP/ED | 11位   |
| 2020年6月9日   | 6.9                   | QECD-17    | 文化放送「神谷浩史・小野大輔のDearGirl〜Stories〜」OP/ED |        |

### タイアップ曲
| 楽曲                   | タイアップ                                                 | 収録CD       |
| ---------------------- | ---------------------------------------------------------- | ------------ |
| ぼのぼのロックンロール | フジテレビ系アニメ『ぼのぼの』2021年1月 - 2024年6月 主題歌 | 土曜日の靴音 |

### Blu-ray/DVD
| 発売日        | タイトル                                                                                               | メディア | 規格品番        |
| ------------- | --- | -------- | --------------- |
| 2013年9月19日 | Dear Girl〜Stories〜Festival Carnival Matsuri                                                          | Blu-ray  | EXQR BD-0001/2  |
| 2013年9月19日 | Dear Girl〜Stories〜Festival Carnival Matsuri                                                          | DVD      | EXQR DV-0001/2  |
| 2014年6月26日 | Dear Girl〜Stories〜Dear Boy祭                                                                         | Blu-ray  | QEBD-0003       |
| 2014年6月26日 | Dear Girl〜Stories〜Dear Boy祭                                                                         | DVD      | QEDV-0005       |
| 2016年2月18日 | MASOCHISTIC ONO BAND LIVE TOUR 2015 What is Rock？〜ロックって何ですか？〜in KOBE WORLD HALL           | Blu-ray  | QEBD-0005~0006  |
| 2016年2月18日 | MASOCHISTIC ONO BAND LIVE TOUR 2015 What is Rock？〜ロックって何ですか？〜in KOBE WORLD HALL           | DVD      | QEDV-0008~0009  |
| 2016年3月17日 | MASOCHISTIC ONO BAND LIVE TOUR 2015 What is Rock？〜ロックって何ですか？〜in MAKUHARI MESSE EVENT HALL | Blu-ray  | QEBD-0007~0008  |
| 2016年3月17日 | MASOCHISTIC ONO BAND LIVE TOUR 2015 What is Rock？〜ロックって何ですか？〜in MAKUHARI MESSE EVENT HALL | DVD      | QEDV-0010~0011  |
| 2017年4月14日 | DGS EXPO 2016                                                                                          | Blu-ray  | QEBD-0009～0010 |
| 2017年4月14日 | DGS EXPO 2016                                                                                          | DVD      | QEDV-0012～0013 |
| 2019年6月28日 | DGS VS MOB LIVE SURVIVE                                                                                | Blu-ray  | QEBD-0013～0014 |
| 2019年6月28日 | DGS VS MOB LIVE SURVIVE                                                                                | DVD      | QEDV-0016～0017 |
| 2021年3月26日 | MASOCHISTIC ONO BAND LIVE TOUR 2020 6.9～ロックありがとう！～STAY HOME! STAY ROCK!                     | Blu-ray  | QEBD-0015～0016 |
| 2021年3月26日 | MASOCHISTIC ONO BAND LIVE TOUR 2020 6.9～ロックありがとう！～STAY HOME! STAY ROCK!                     | DVD      | QEDV-0018～0019 |
| 2021年6月25日 | MASOCHISTIC ONO BAND LIVE TOUR 2020 6.9～ロックありがとう！～STAY HOME! STAY ROCK! AIR TOUR FINAL!     | Blu-ray  | QEBD-0017～0018 |
| 2021年6月25日 | MASOCHISTIC ONO BAND LIVE TOUR 2020 6.9～ロックありがとう！～STAY HOME! STAY ROCK! AIR TOUR FINAL!     | DVD      | QEDV-0020～0021 |
| 2025年3月21日 | MASOCHISTIC ONO BAND 10th Anniversary Gasoline Meeting                                                 | Blu-ray  | QEBD-0021       |

## 出演

### ラジオ
- MASOCHISTIC ONO BANDのDearGirl〜Stories〜（文化放送、2014年12月6日、2017年12月24日、2019年11月24日、2024年1月6日、2024年9月14日）
- A&Gメディアステーション こむちゃっとカウントダウン（文化放送、2018年3月3日[18]、2020年6月13日[19]）

### オンラインイベント
- 無観客トークライブ「MASOCHISTIC ONO BAND LIVE TOUR 2020 6.9～ロックありがとう！～STAY HOME! STAY ROCK!」（ニコニコ動画・YouTube、2020年7月5日）
- 無観客配信ライブ「MASOCHISTIC ONO BAND LIVE TOUR 2020 6.9～ロックありがとう！～STAY HOME! STAY ROCK! AIR TOUR FINAL!」[20] - ニコニコ動画にて有料配信、YouTubeでは前半約30分のみ無料配信。

### ライブ
| 公演年 | タイトル                             | 公演会場                          |
| ------ | ------------------------------------ | --------------------------------- |
| 2024年 | Animelo Summer Live 2024 -Stargazer- | 8月31日、さいたまスーパーアリーナ |